# Uvac (reka)
Uvac (cirilica: Увац) je reka v jugozahodni Srbiji in vzhodni Bosni in Hercegovini. Znana je po svojih slikovitih meandrih – razdalja med izvirom in ustjem 115 kilometrov dolge reke znaša samo 40 kilometrov – in po naravnem rezervatu, znanem po uspešnem ohranjanju populacije beloglavega jastreba.

## Tok
Uvac izvira jugozahodno od gore Jadovik, enega od vrhov pogorja Kamena gora. Na Sjeniški ravnini se združi z reko Vapo, ki je pravzaprav daljši od povirnih krakov Uvca in izvira v gorah vzhodno od Sjenice. Zatem se obrne proti severozahodu in teče skozi ozke soteske pokrajine Stari Vlah, kjer njeno moč izkoriščajo hidroelektrarne Uvac, Kokin Brod in Bistrica. Njihovi jezovi so ustvarili tri velika akumulacijska jezera: Sjeniško, Zlatarsko in Radoinjsko.
V spodnjem toku Uvac teče skozi dolino med pogorjema Zlatar in Zlatibor. Pri vasi Štrpci doseže državno mejo z Bosno in Hercegovino, zavije proti jugu in v zadnjih 10 kilometrih toka tvori srbsko-bosansko mejo. Pri bosanskem mestu Uvac, nedaleč od srbskega Priboja, se Uvac kot desni pritok izliva v reko Lim.

## Zaščita
Območje kanjona Uvca je bilo za zaščiteno območje proglašeno leta 1971. Danes Posebni naravni rezervat Uvac pokriva površino 75,43 km². Glavni cilj rezervata je bil ohranitev beloglavega jastreba, katerega populacija je bila po drugi svetovni vojni pred izumrtjem in je še leta 1990 na Uvcu znašala 10 osebkov, danes pa jih tod živi 450–500. Poleg tega rezervat naseljujejo številne redke vrste ptic in sesalcev ter 24 vrst rib. Leta 2021 je srbska vlada napovedala povečanje rezervata na 117,46 km² in vzpostavitev vseh treh stopenj zaščite, vključno s I., najstrožjo. Kanjon Uvca je tudi na seznamu mednarodno pomembnih območij za ptice.